# الدوري الشمالي الممتاز 1980–81
الدوري الشمالي الممتاز 1980–81 هو موسم من دوري الشمال الممتاز ‏. فاز فيه نادي رانكورن هالتون.